# Petit Hôpital
Petit Hôpital est un ancien cultivar de pommier domestique, c'est plus une pomme à cuire qu'une pomme à dessert.

## Description

### Arbre
Bois de moyenne force, rameaux peu nombreux, généralement assez érigés, généralement de longueur et grosseur moyennes, à peine géniculés, duveteux et rouge-brun ardoisé. 
Lenticelles grandes et arrondies, blanches et rapprochées. Coussinets aplatis. Yeux incomplètement collés sur le bois, moyens, ovoïdes, très cotonneux. feuilles assez grandes, ovales-arrondies, courtement acuminées, coriaces et fortement dentées.
Pétiole court, très gros, amplement carminé, rarement bien canelé.
Stipules : étroites et longues.
Fertilité : convenable.

### Fruit
Le fruit est de grosseur moyenne, de forme globuleuse, plus développée d'un côté que l'autre, au pédoncule arqué,assez fort, court, obliquement planté dans un bassin peu prononcé.
De deuxième qualité comme fruit à couteau, de première qualité pour les usages culinaires.
La maturité s'obtient de janvier à mai.

## Origine
Le cultivar provient de la Seine-Inférieure (ancienne Seine-Maritime) où il est apprécié depuis de très longues années. L'exemplaire d'André Leroy lui est parvenu en 1866, venant du Havre.

## Culture
L'arbre fait de très beaux plein-vents et prospère aussi bien sous forme naine, particulièrement lorsqu'il est greffé sur Paradis.